# Leptogenys zapyxis
Leptogenys zapyxis är en myrart som beskrevs av Bolton 1975. Leptogenys zapyxis ingår i släktet Leptogenys och familjen myror. Inga underarter finns listade i Catalogue of Life.